# 부과

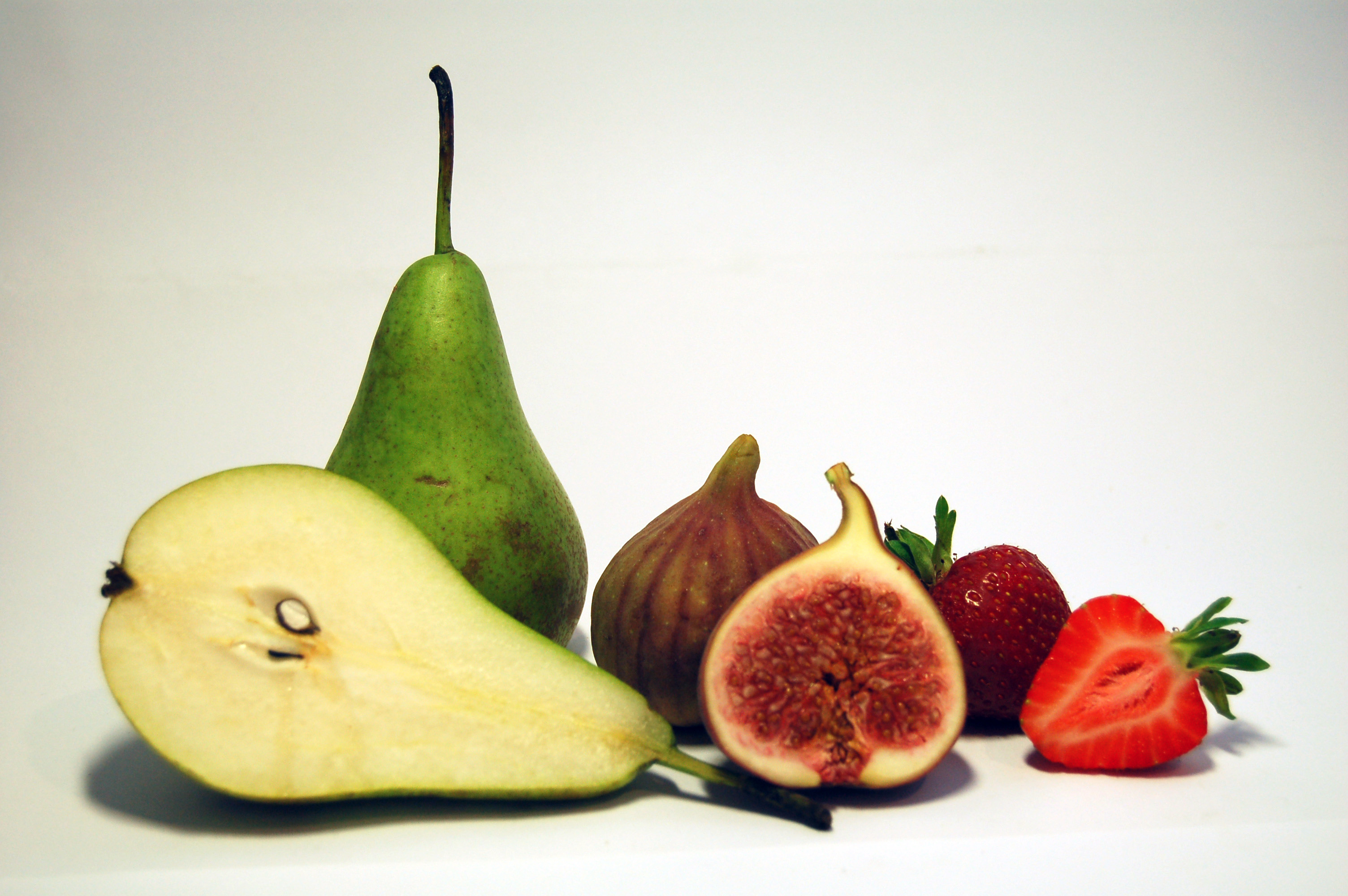
여러 가지 부과 (왼쪽부터 배, 무화과, 딸기)

부과(副果, accessory fruit) 또는 위과(僞果)는 씨방 이외의 식물 부분에서 유래한 조직을 포함하는 과일이다. 다시 말해, 과육이 꽃의 씨방에서 발달하는 것이 아니라, 심피 바깥에 있는 인접한 조직(예를 들어 화탁이나 꽃받침)에서 발달하는 것이다. 일반적으로 부과는 씨방을 포함한 여러 꽃 기관의 조합이다. 반면, 진정과는 꽃의 씨방에서만 형성된다.
부과는 일반적으로 열개하지 않는 열매이며, 이는 성숙했을 때 씨앗을 방출하기 위해 갈라지지 않는다는 것을 의미한다.

## 포함된 기관
다음은 부과 조직이 유래된 식물 기관별 부과의 예시이다.
| 기관   | 과일                         |
| ------ | ---------------------------- |
| 화반   | 사과, 배, 장미열매           |
| 총포   | 파인애플                     |
| 꽃자루 | 캐슈 애플                    |
| 화피   | 분꽃과의 열매                |
| 화탁   | 무화과, 오디, 파인애플, 딸기 |
| 꽃받침 | 동부 티베리, 로즈애플        |

석류나 마몬실로와 같이 살집 있는 씨앗을 가진 과일은 부과로 간주되지 않는다.

## 예시

### 사과와 배

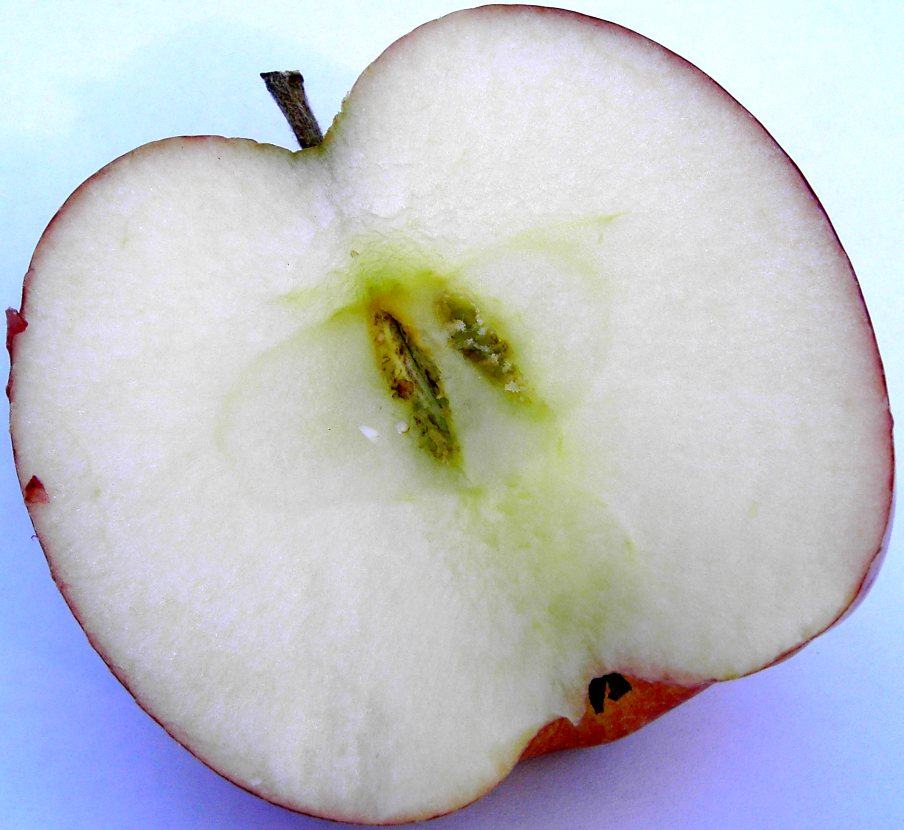
사과 단면. 씨앗과 씨방의 종이 같은 부분, 그리고 화반이 익으면서 형성된 조직으로 둘러싸여 있다.

사과와 배에서 먹는 부분은 사실 화반이다. 씨방은 사과 씨앗을 둘러싸고 있는 종이 같은 심지 부분이다. 화반이 익으면 식용 가능한 조직이 형성된다.

### 장미
장미의 경우, 화반은 장미열매의 식용 부분을 구성하는 조직이다. 장미와 사과는 모두 장미과에 속하며, 유사한 과일 형태를 가지고 있다는 사실은 이들을 같은 분류군에 배치하는 주요 고려 사항이다.

### 딸기

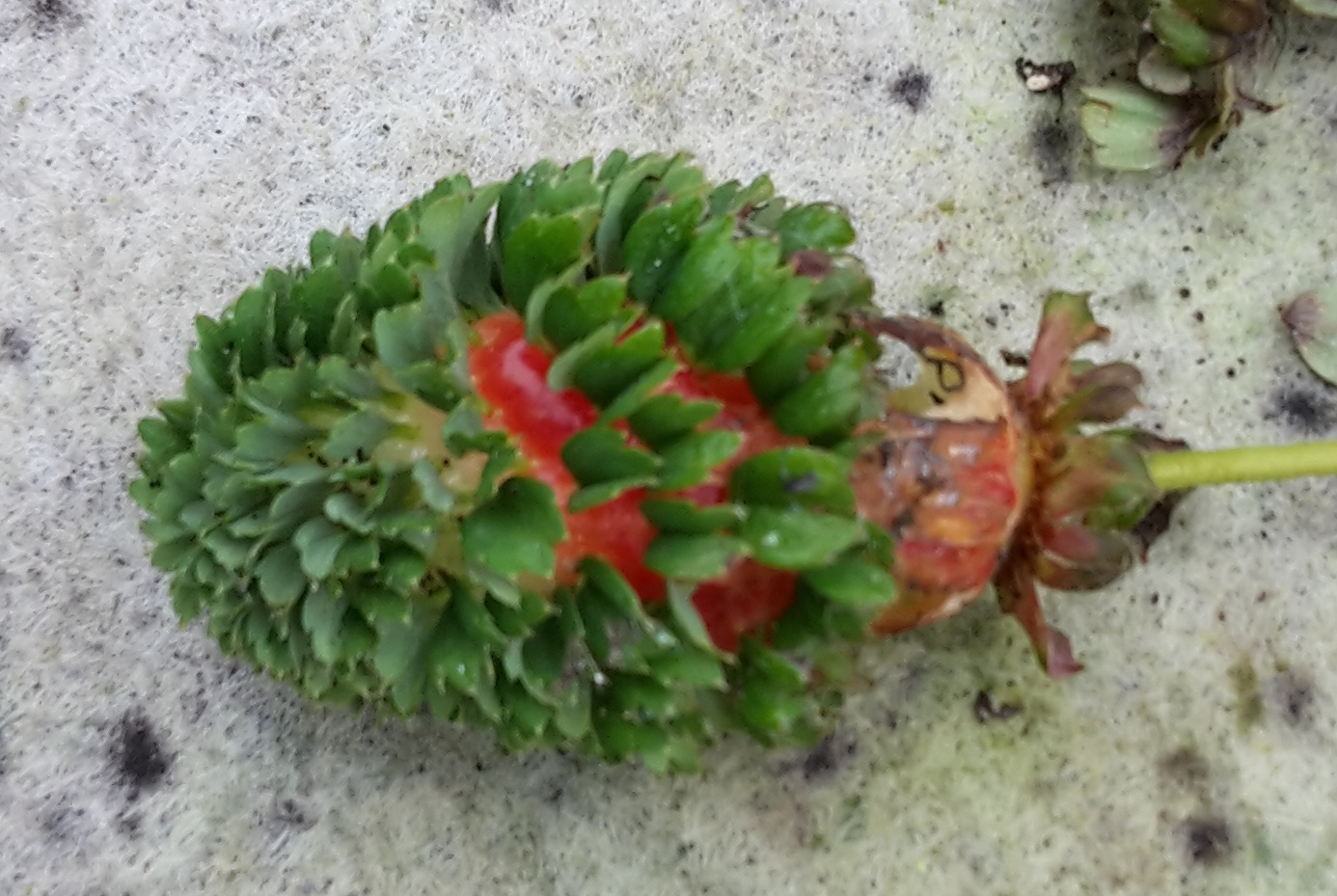
이 딸기에서는 표면에 있는 많은 씨앗이 태생 현상으로 발아했다. 딸기의 씨앗은 그 자체로 진정한 과일이다.

딸기의 식용 부분은 숙성 과정의 일부로 딸기 꽃의 화탁에서 형성된다. 진정한 과일(따라서 씨앗을 포함하는)은 딸기 표면에 박혀 있는 약 200개의 씨앗(기술적으로는 단일 씨방에서 단일 씨앗을 포함하는 진정한 과일인 수과)이다.

### 캐슈 애플

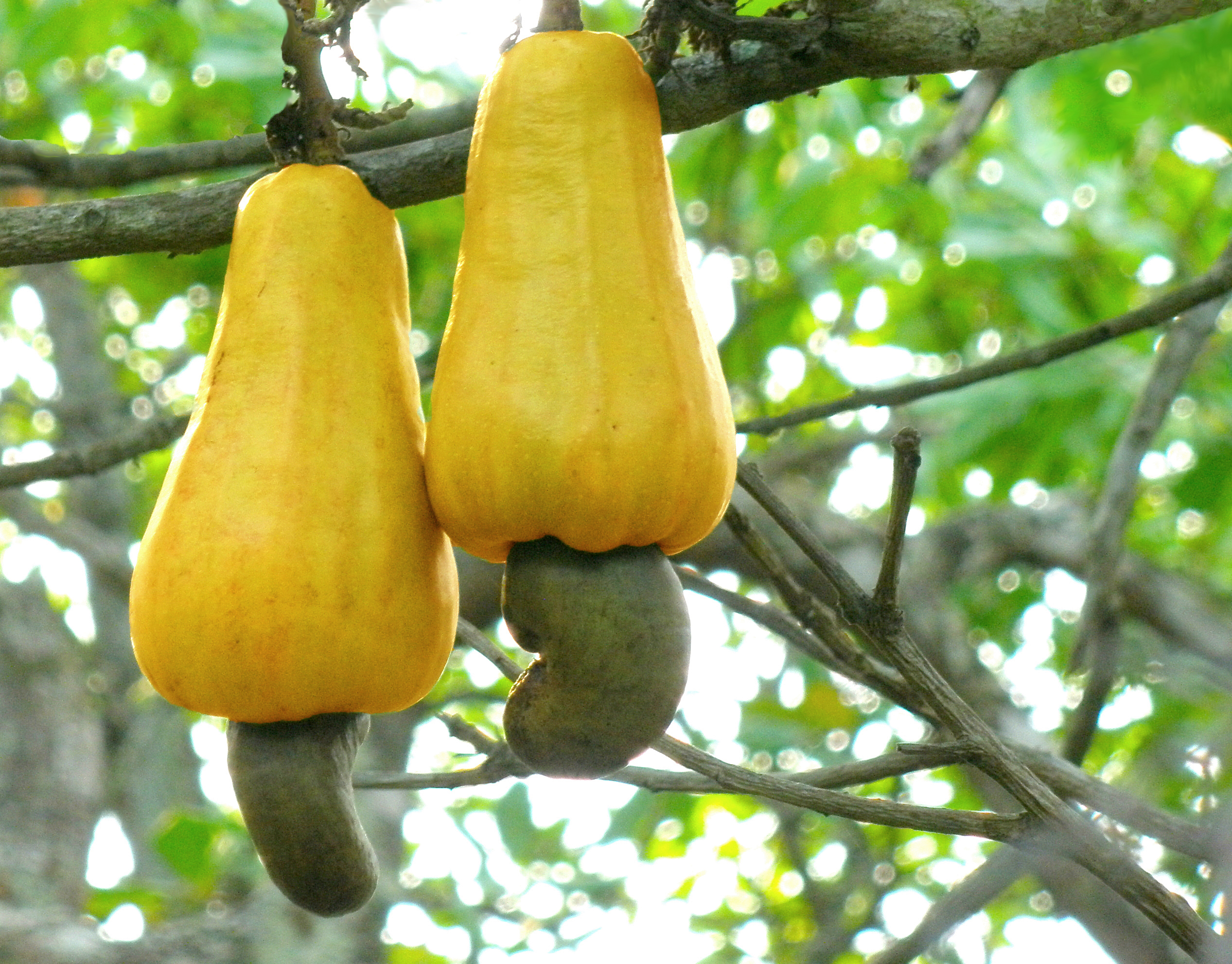
캐슈 '애플'과 식용 씨앗이 들어있는 부착된 핵과.

캐슈 애플은 작은꽃자루와 캐슈 꽃의 화탁에서 발달하는 타원형 또는 배 모양의 구조로, 기술적으로는 하과육이라고 불린다. 5–11 cm (2–4 1⁄4 in) 길이의 노란색 또는 붉은색 구조로 익는다. 캐슈 나무의 진정한 과일은 캐슈 애플 끝에 달리는 신장 모양의 핵과이며, 이 핵과 안의 씨앗이 상업적으로 거래되는 캐슈넛이다.

### 파인애플

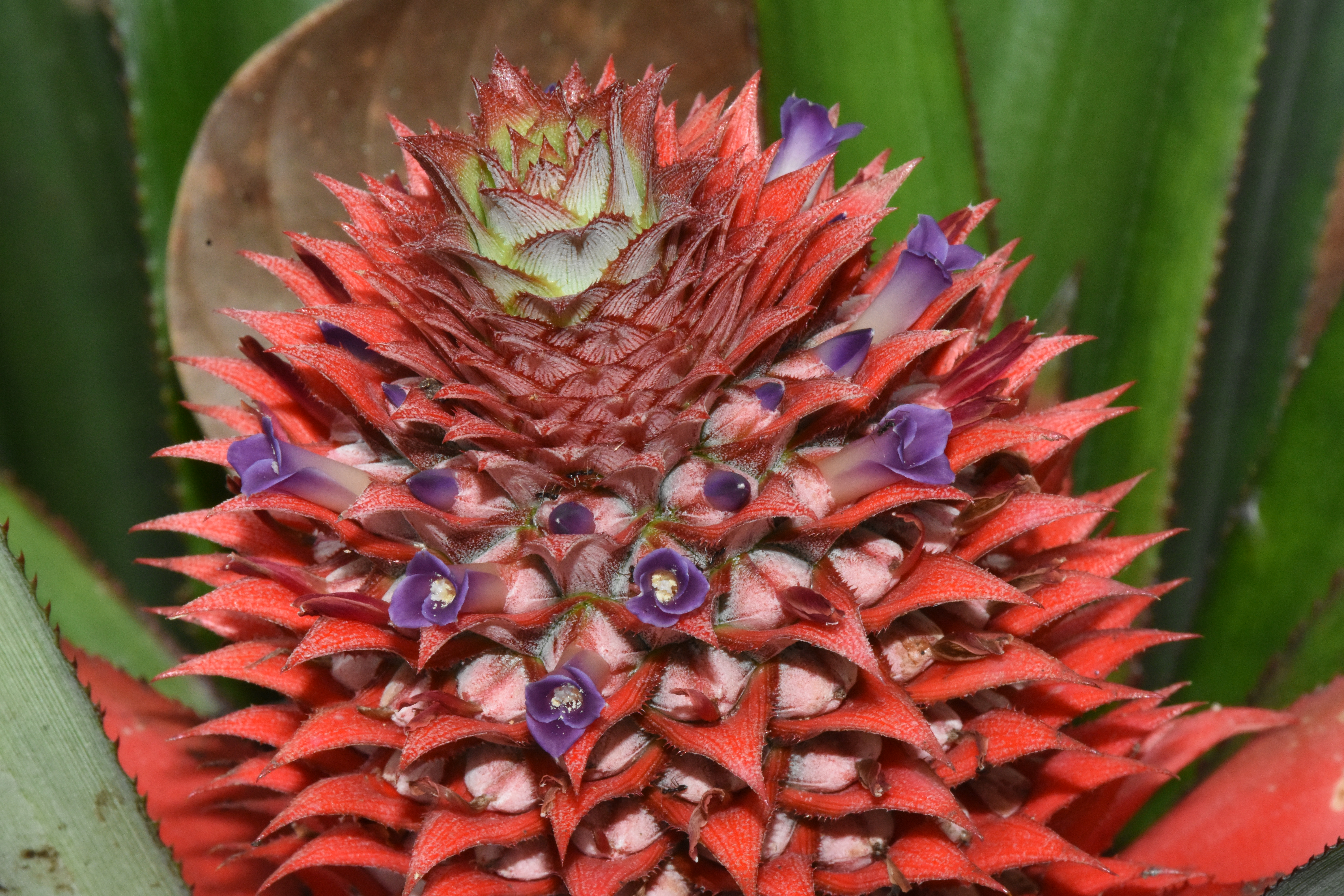
꽃이 핀 파인애플

파인애플은 50개에서 200개의 수분되지 않은 꽃들이 나선형으로 합쳐져 형성된다. 꽃들은 개별적으로 형성된 다음 하나의 '겹열매'로 융합된다. 씨방은 장과로 발달하고, 과일은 개재성 스파이크 주위에 형성된다. 개재성 꽃차례는 식물의 주축이 자라면서 말단 꽃무리들을 뒤에 남겨두면서 생긴다. 파인애플 표면의 각 다각형 영역은 개별 꽃이다.

## 연구
현재 연구에 따르면 단일 유전자 클래스가 부과 형성 및 숙성을 조절하는 역할을 할 수 있다고 제안되었다. 딸기를 이용한 연구에서는 지베렐린산과 옥신을 포함하는 호르몬 신호 전달 경로가 유전자 발현에 영향을 미치고, 부과 발달 개시에도 기여한다는 결론을 내렸다. 다양한 발달 단계의 부과 조직에서 발생하는 대사 변화는 트리테르페노이드 및 스테로이드와 같은 화합물의 다양한 분포 때문이다.

## 같이 보기
- 집합과
- 복과
- 겹열매